# Rift Baïkal
Pour les articles homonymes, voir Baikal.

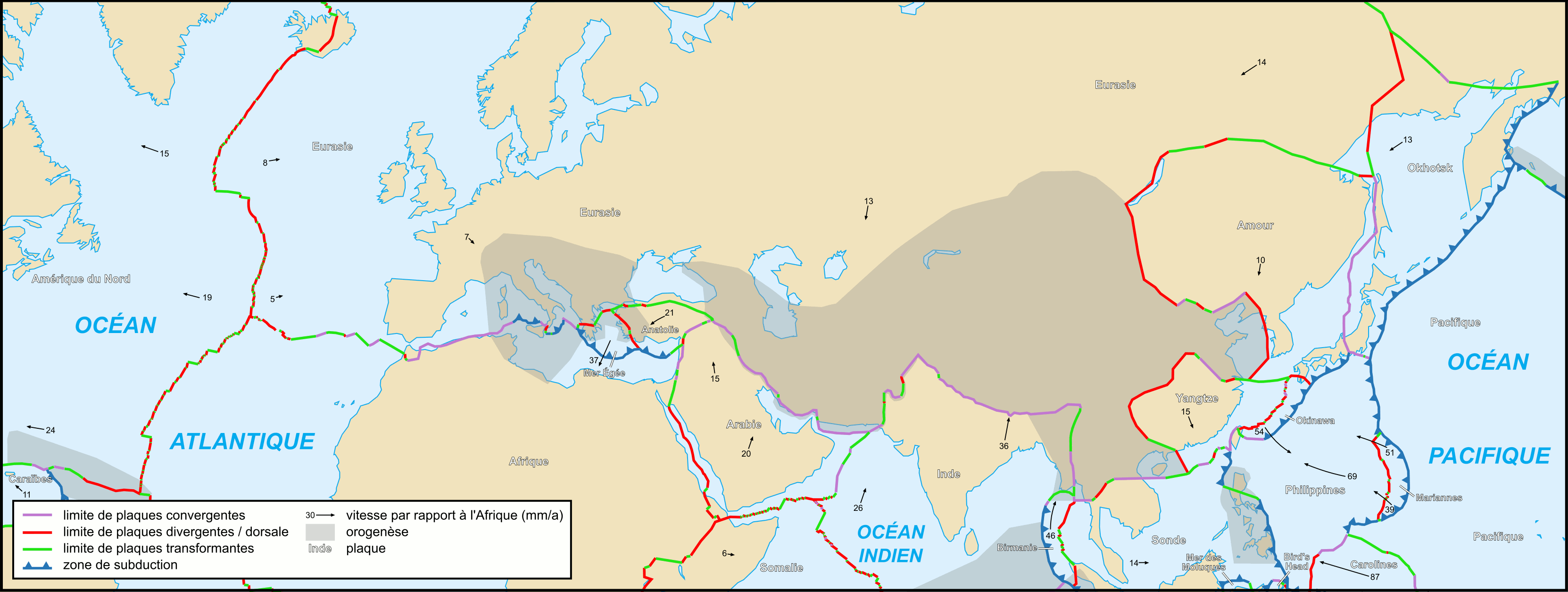
La plaque eurasienne.

Le rift Baïkal est une zone de divergence des masses continentales (rift) située sur l'emplacement du lac Baïkal dans le sud est de la Sibérie en Russie, au sud du craton sibérien. 
La création du  rift Baïkal découle des déplacements relatifs de 3 plaques tectoniques :

## Histoire géologique

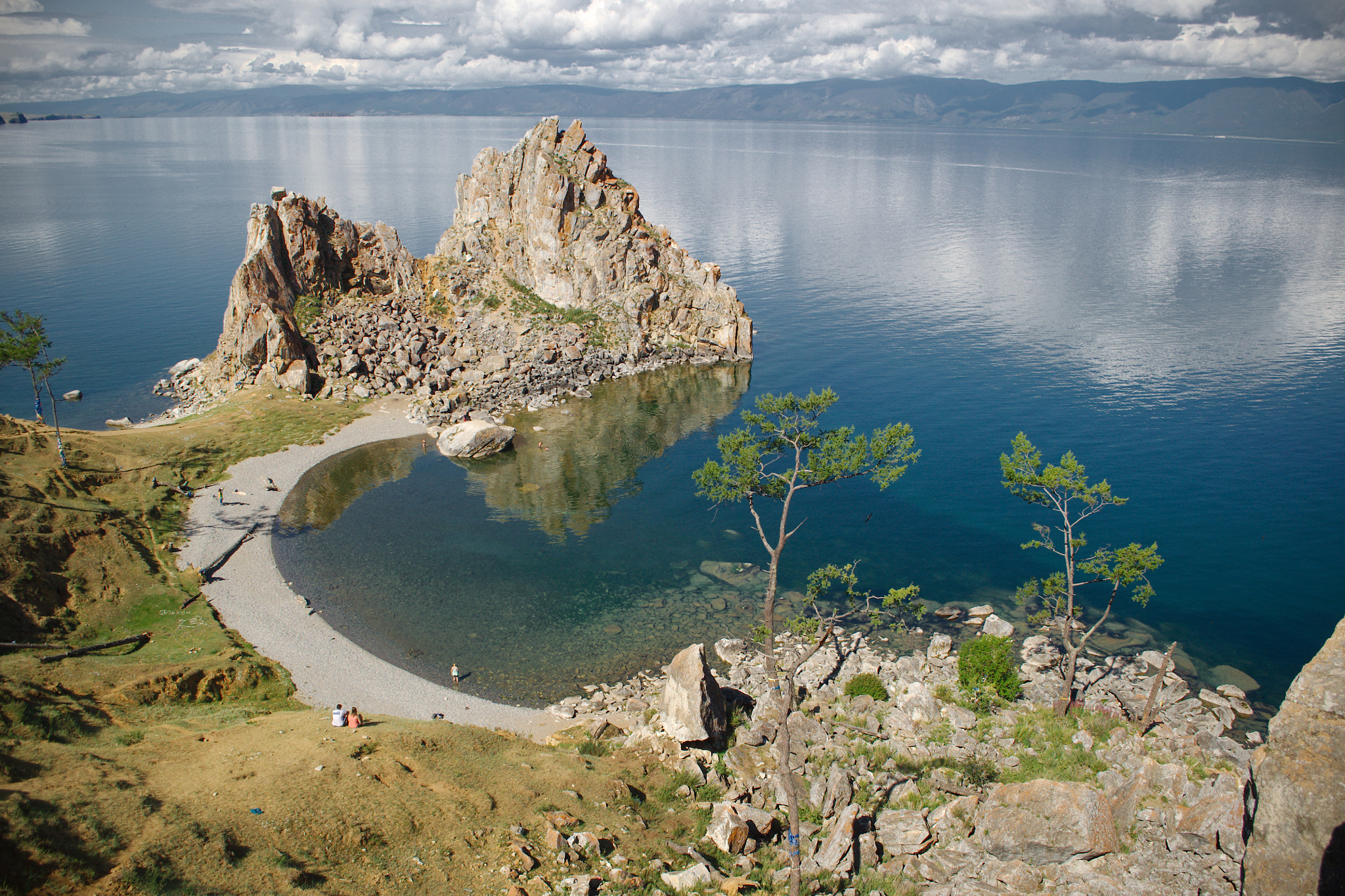
Shamanka Rock (Olkhon)

Il y a 50 millions d'années la plaque indienne est entrée en collision avec la grande plaque eurasienne et s'est mise à progresser depuis à la vitesse de 6 cm/an en moyenne ; le résultat de cette collision est à l'origine de la formation du massif de l'Himalaya. À l'est la plaque pacifique s'enfonce à la vitesse de 10 cm/an sous la plaque eurasienne créant une zone de subduction. Soumise à cette double pression, la plaque Eurasie se déforme. Le lac Baïkal est situé à la limite de deux zones géologiques différenciées qui font partie toutes deux de la plaque eurasienne, mais qui étaient autrefois disjointes et constituent donc un point faible dans la plaque.  Durant la période éocène (il y a environ 50 millions d'années), les bords de cette ancienne suture ont commencé à jouer là ou se situe aujourd'hui la partie sud du lac. Il y a environ 7 millions d'années le rift s'est étendu vers le nord et le sud puis, il y a environ 3,5 millions d'années, la vitesse d'écartement s'est fortement accélérée. Le rift Baïkal a créé une dépression profonde comblée en partie par des sédiments sur 4 à 7 km d'épaisseur. Mais la vitesse d'écartement étant relativement élevée (5 mm par an) le dépôt des sédiments n'est pas arrivé à combler assez rapidement le bassin en formation : le lac Baïkal, dont la profondeur moyenne est de 1 200 m et la profondeur maximale est de 1 640 m mètres, s'est installé dans la dépression qui subsiste entouré de reliefs de 1 000 à 3 000 m, le socle cristallin étant à 5 000 m sous le lac.